# گربه در حال سقوط

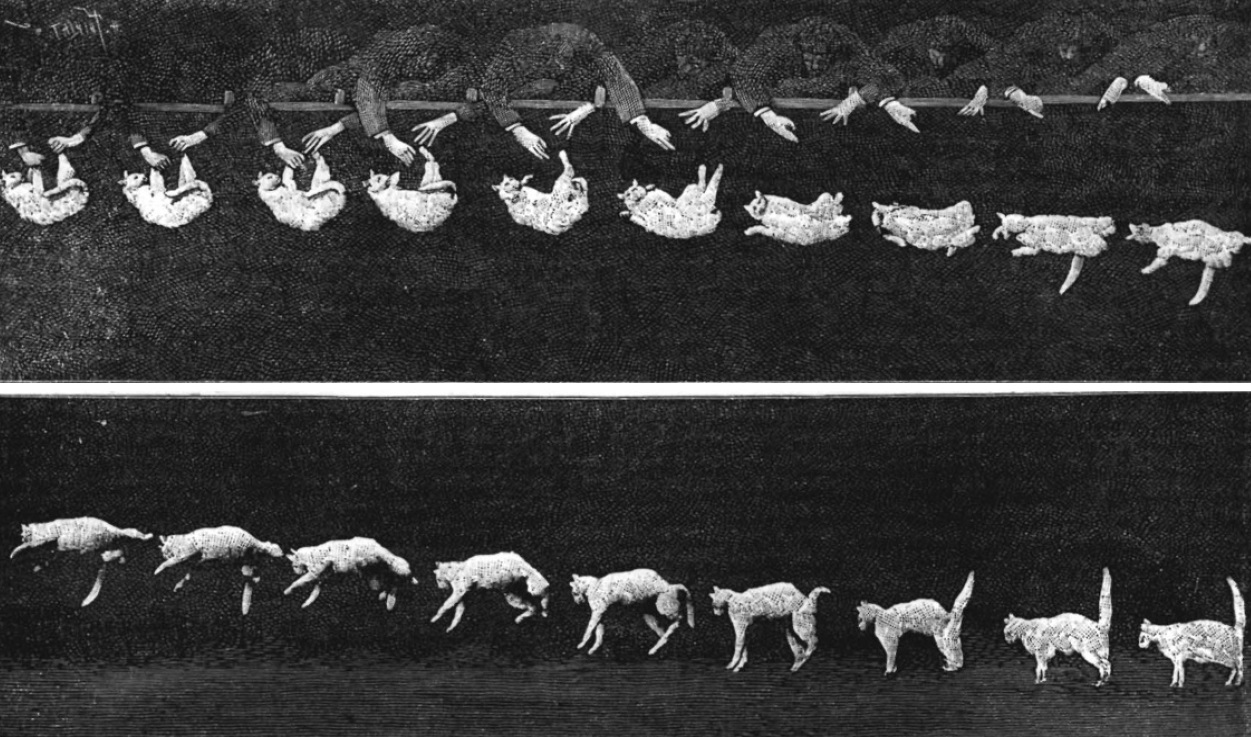
تصویر متحرک گربه در حال سقوط

 گربه در حال سقوط  عنوان تصویر متحرکی است فرانسوی از نوع صامت، سیاه و سفید و کوتاه به کارگردانی اتینز جولز-ماری. این تصویر متحرک محصول سال ۱۸۹۴ میلادی است.